# Vanessa Wunsch
Vanessa Wunsch (* 1971 in Wuppertal) ist eine deutsche Schauspielerin, Moderatorin und Synchronsprecherin.

## Leben
Wunsch absolvierte im Alter von 19 Jahren ein Studium in Musikpädagogik und später eine Gesangsausbildung an der Bergischen Universität Wuppertal.
Nebenbei arbeitete sie, ab 1991 als Freie Mitarbeiterin am Hamlet-Theater. Von 1992 bis 1996 arbeitete sie an der Bergischen Musikschule für verschiedene Musikprojekte.
Im Jahr 2001 erhielt sie ihre erste Sprechrolle in der Cartoonserie Cosmo & Wanda – Wenn Elfen helfen. 2010 moderierte sie ein Barockfestival im Freizeitpark Schloss Beck.

## Filmografie

### Filme
- 2004: Agent Cody Banks 2: Mission London (Emily Sommers)
- 2005: Caché – Versteckt (Krankenschwester)
- 2007: Mr. Woodchock (Tracy)
- 2008: Das Lazarus-Projekt (Lisa Garvey)
- 2009: Mullewapp – Das große Kinoabenteuer der Freunde (Leila)
- 2016: A Silent Voice (Yaeko Nishimiya)

### Serien
- 2001–2017: Cosmo & Wanda – Wenn Elfen helfen (Britney Britney)
- 2002–2003: Die Forsyte Saga (June Forsyte)
- 2004–2012: Bleach (Lily)
- 2013–2015: Da Vinci’s Demons (Lucrezia Donati)